# Свищево (Спасский район)
Свищево — село в Спасском районе Пензенской области России. Входит в состав Абашевского сельсовета.

## География
Село находится в северо-западной части Пензенской области, в лесостепной зоне, в пределах северной окраины Керенско-Чембарской возвышенности, на правом берегу реки Парцы, на расстоянии примерно 10 километров (по прямой) к северо-востоку от города Спасска, административного центра района. Абсолютная высота — 177 метров над уровнем моря.

### Климат
Климат характеризуется как умеренно континентальный, с холодной зимой и умеренно жарким летом. Среднегодовая температура — 3,7 °C. Средняя температура воздуха самого холодного месяца (января) составляет −12 °C (абсолютный минимум — −45 °C); самого тёплого месяца (июля) — 19,1 °C (абсолютный максимум — 38 °С). Безморозный период длится 130 дней. Годовое количество атмосферных осадков — 538 мм, из которых большая часть выпадает в период с апреля по октябрь. Снежный покров держится в среднем 136 дней.

## Население
| 1795 | 1864 | 1877 | 1897 | 1911 | 1926  | 1930  |
| ---- | ---- | ---- | ---- | ---- | ----- | ----- |
| 701  | ↗778 | ↗820 | ↘707 | ↗939 | ↗1061 | ↗1126 |
| 1939 | 1959 | 1979 | 1989 | 1996 | 2002  | 2010  |
| ↘801 | ↘280 | ↘145 | ↘54  | ↗93  | ↘70   | ↘59   |
| 2015 | 2016 |      |      |      |       |       |
| ↘55  | ↘54  |      |      |      |       |       |

### Национальный состав
Согласно результатам переписи 2002 года, в национальной структуре населения русские составляли 99 % из 70 чел.